# Nora Kräutle
Nora Kräutle (* 1891 in Stuttgart; † 1981 in Frankfurt am Main), verheiratete Gramberg, war die erste Frau, die an der Technischen Hochschule Stuttgart ein Studium absolvierte sowie deutschlandweit die erste Frau, die an einer Technischen Hochschule im Fach Chemie promovierte. Zudem war sie eine der ersten Chemikerinnen bei Hoechst.

## Lebenslauf
Nora Kräutle wurde 1891 in Stuttgart als Eleonore Kräutle geboren. Ihr Vater war Baurat, später Oberbaurat bei der Königlich württembergischen Staatseisenbahn. Nach dem Besuch der Höheren Töchterschule bis zur sechsten Klasse besuchte sie von 1904 bis 1910 das Königin-Charlotte-Gymnasium in Stuttgart. In dieser Zeit änderte sie ihren Namen in Nora, in dieser Form erschien er von da an in allen Dokumenten.
Nach dem Abitur im Sommer 1910 begann sie an der Technischen Hochschule Stuttgart Chemie zu studieren. Nach ihrer Diplomvorprüfung im Herbst 1912 bestand Kräutle am 28. Januar 1914 die Diplomhauptprüfung für Chemie. Sie war damit die erste Diplom-Ingenieurin der TH Stuttgart. In Chemie vergaben die Technischen Hochschulen bis 1939 ausschließlich den Grad Diplom-Ingenieur.
Kräutle begann daraufhin mit der Ausarbeitung ihrer Doktorarbeit bei Alexander Gutbier im elektrochemischen Laboratorium der TH Stuttgart. Nach Ausbruch des Ersten Weltkriegs arbeitete sie zunächst als Helferin beim Roten Kreuz und dann beim Stuttgarter Nahrungsmittelamt. Am 29. Juli 1915 promovierte sie mit Auszeichnung und war damit die erste promovierte Chemikerin an einer Technischen Hochschule des Deutschen Reiches.
Von Januar bis Dezember 1916 war Kräutle im technisch-wissenschaftlichen Privatlaboratorium von Max Buchner, dem späteren ACHEMA-Gründer, in Heidelberg tätig. Aufgrund des Umzugs von Buchner nach Hannover wechselte Kräutle im Januar 1917 zur Firma Meister, Lucius & Brüning (später Hoechst) in Mannheim und war dort eine der ersten Chemikerinnen.
1919 heiratete Nora Kräutle Anton Gramberg (1875–1966), der ebenfalls seit 1917 bei Hoechst arbeitete und dort rasch aufstieg. Damit endete ihre Berufstätigkeit. Das Ehepaar hatte zwei Kinder, Erich und Hilde.

## Ehrungen
Am 30. Januar 2014 feierte die Universität Stuttgart das 100-jährige Jubiläum des Diplomabschlusses ihrer ersten Absolventin. Aus diesem Anlass verlieh die Universität Stuttgart erstmals den Prima!-Preis zur Ehrung herausragender Abschlussarbeiten von Absolventinnen der Uni Stuttgart.
Am 29. Juli 1915 wurde Dipl.-Ing. Nora Kräutle als erste Frau an der Technischen Hochschule Stuttgart promoviert. 
Fast genau 75 Jahre später, am 11. Juli 1990, beschloss der Senat der Universität Stuttgart die Einrichtung einer Senatskommission für Frauenförderung, die sich im November 1990 konstituierte. Diese beiden Jubiläen waren Anlass für eine Festveranstaltung der Gleichstellungsbeauftragten der Universität Stuttgart, die unter dem Titel
„1915 - 1990 - 2015. Meilensteine der Gleichstellung an der Universität Stuttgart“ am 9. Dezember 2015 an der Uni Stuttgart stattfand.

## Schriften
- Nora Kräutle: Kolloidchemische Untersuchung über den Salepschleim. Dissertation. Technische Hochschule Stuttgart, 1917, DNB 570480043.
- Nora Kräutle: Kolloidchemische Untersuchung über den Salepschleim. Dissertation. Technische Hochschule Stuttgart, 1917, als PDF.